# Kreuz Bliesheim
Het Kreuz Bliesheim is een knooppunt in de Duitse deelstaat Noordrijn-Westfalen. Op dit knooppunt sluiten de A1 vanuit de Eifel, de A553 vanuit Brühl, de A61/A1 vanaf Dreieck Erfttal en de A61 vanaf Dreieck Hockenheim op elkaar aan.

## Richtingen knooppunt
| Aansluitende wegen                           | Aansluitende wegen | Aansluitende wegen | Aansluitende wegen | Aansluitende wegen             |
| -------------------------------------------- | ------------------ | ------------------ | ------------------ | ------------------------------ |
| richting Köln / Venlo (NL) Aachen / Dortmund |                    |                    |                    | richting Brühl                 |
|                                              |                    |                    |                    |                                |
|                                              |                    |                    |                    |                                |
|                                              |                    |                    |                    |                                |
| richting Euskirchen / Trier (B51)            |                    |                    |                    | richting Weilerswist / Koblenz |